# Petr Klouček
 Petr Klouček  (* 29. ledna 1957 v Pardubicích) je bývalý československý, poté český cyklokrosař.
Držitel bronzové medaile z mistrovství světa v kategorii amatérů (1983 v Birminghamu). Byl členem Lokomotivy Pardubice, Dukly Praha a později AŠ Mladá Boleslav. Závodní kariéru ukončil v roce 1990. Do roku 2010 pracoval 13 let jako trenér cyklokrosové reprezentace.
Jeho bratr František a jeho synové František ml. a Lukáš se také úspěšně věnovali závodní cyklistice.